# 이문재 (희극인)
이문재(李文宰, 1982년 8월 18일 ~ )는 대한민국의 희극인이다.

## 생애
그는 개그맨이 되기 전 대학로 극단에서 5년동안 잠자리와 음식을 해결해가며 지냈으며 각종 방송사 개그맨 공채시험에서만 무려 13번이나 떨어졌다. 그러다 만 29살에 서수민 PD의 간접적인 도움으로 KBS 공채 26기에 합격하여 2011년에 개그콘서트를 통해 본격적으로 데뷔하는데 성공하였다. 초반에는 비중이 약한 역할을 하며, 조금씩 경험을 쌓아가다 2013년 그의 애드립에서 나온 나쁜사람이란 코너가 그야 말로 대박을 치게 된다. 그 후 선배들인 장효인과 박소영과 함께 '두근두근(2013년 6월 16일 첫방)'으로 인기를 끌었으며 그해 KBS 연예대상 코미디 부분에서 남자 신인상을 수상했다.

## 학력
- 안산대학교 컴퓨터과 (학사)

## 연기 활동

### 방송
- KBS2 《개그콘서트》

〈그땐 그랬지〉
〈소극장 배우들〉
〈테러 진압 아이리스〉
〈있기 없기〉
〈불편한 진실〉
〈이기적인 특허쇼〉
〈어르신〉
〈만득이〉
〈나쁜 사람〉
〈두근두근〉
〈배꼽도둑〉
〈젊은이의 양지〉
〈왕입니다요〉왕 역
〈민상토론〉
〈기승전병〉
〈넘사벽〉깔창 역
〈테러블 메이커〉
〈징크스〉
〈시엄마가 이상해〉남편 역
〈잠깐만 홈쇼핑〉진행자 역
- KBS1 《투맹쇼 - 느영나영 제주넘기》
- CJB 로그인 코리아
- cpbc 《열혈사제 남신부가 간다 시즌1》

### 드라마
- 웹드라마 《청춘문재&기승전찬》
- 웹드라마 《신입사원 홍나영》

### 뮤직비디오
- 배드키즈 - 바밤바

### 라디오
- KBS 해피FM 《두근두근 음악엔》 (2020년 8월 31일 ~ 12월 13일)

## 공연
- 2016년 이문재를 안상태

## 수상
- 2013년 KBS 연예대상 코미디부문 남자 신인상

## 유행어
- 어르신 저는 이런 황당한 마을에서 더는 살기 싫습니다!(어르신)
- 왜-? 왜-?(나쁜 사람)
- 동정심 유발하지 마(or 거짓말 하지마) 이 자식아!(나쁜 사람)
- 그래 임마-! 그럼 됐네!(나쁜 사람)
- 뭐가 문제야~? 임마~!(나쁜 사람)
- 풀어주자! 풀어줘야 돼!(나쁜 사람)
- 나쁜 사람-! 나쁜 사람-!(나쁜 사람)
- 아이고…… 상구야…….(나쁜 사람)
- 소영아~(두근두근)
- 광대…… 희극인…… 웃음쟁이…… 배꼽도둑! 기리는 배꼽도둑. 야, 배꼽 찾아봐.(배꼽도둑)
- 넌 왜 네 생각만 하니?(젊은이의 양지)
- 고작 **때문에 힘들다고?(젊은이의 양지)
- 미끄럽구나! (왕입니다요)
- 불편하구나! (왕입니다요)
- 연탄아! (넘사벽)
- 잠깐만 홈쇼핑 시작하겠습니다. (잠깐만 홈쇼핑)
- 대표님! (잠깐만 홈쇼핑)